# Omicron Coronae Borealis
Omicron Coronae Borealis ist ein schwacher Stern im nördlichen Sternbild Nördliche Krone, der in dunklen Nächten mit bloßem Auge sichtbar ist. Die jährliche Parallaxenverschiebung des Sterns von der Erde aus gesehen beträgt 12,08 mas, was eine Entfernungsschätzung von etwa 270 Lichtjahren ergibt. Er bewegt sich mit einer Radialgeschwindigkeit von −54 km/s auf die Sonne zu.
Basierend auf seiner Spektralklasse von K0 III handelt es sich um einen weiterentwickelten Riesenstern vom Typ K, der den Wasserstoff in seinem Kern aufgebraucht und die Hauptreihe verlassen hat. In seinem Kern findet eine Helium-Fusion statt, was ihn als „Roter Klumpenstern“ klassifiziert.  Er hat 10 % der Masse der Sonne und ist auf mehr als den zehnfachen Sonnenradius angewachsen.
Omicron Coronae Borealis hat einen bestätigten Planeten.

## Einzelnachweis
1. ↑  The Extrasolar Planets Encyclopaedia. Planet omi CrB b.